# نيوبرارا (نبراسكا)
نيوبرارا (بالإنجليزية: Niobrara, Nebraska)‏ هي منطقة سكنية تقع في الولايات المتحدة في مقاطعة كنوكس، نبراسكا. يقدر عدد سكانها بـ 370 نسمة ومساحتها 1.89 كم2 وترتفع عن سطح البحر 375 متر.

## التركيبة السكانية
قام مكتب تعداد الولايات المتحدة بتحديد بيانات التركيبة السكانية لنيوبرارا في تعداد الولايات المتحدة. في ما يلي، التركيبة السكانية حسب تعدادي 2000 و2010.

### تعداد عام 2000
بلغ عدد سكان نيوبرارا 379 نسمة بحسب تعداد عام 2000، وبلغ عدد الأسر 184 أسرة وعدد العائلات 107 عائلة مقيمة في القرية. في حين سجلت الكثافة السكانية 525.2 نسمة لكل ميل مربع (202.8/كم2). وبلغ عدد الوحدات السكنية 230 وحدة بمتوسط كثافة قدره 318.7 نسمة لكل ميل مربع (123.1/كم2).
وتوزع التركيب العرقي للقرية بنسبة 86.54% من البيض و 10.29% من الأمريكيين الأصليين و 0.53% من سكان جزر المحيط الهادئ و 2.11% من عرقين مختلطين أو أكثر.
بلغ عدد الأسر 184 أسرة كانت نسبة 22.8% منها لديها أطفال تحت سن الثامنة عشر تعيش معهم، وبلغت نسبة الأزواج القاطنين مع بعضهم البعض 46.7% من أصل المجموع الكلي للأسر، ونسبة 8.2% من الأسر كان لديها معيلات من الإناث دون وجود شريك، وكانت نسبة 41.8% من غير العائلات. تألفت نسبة 39.7% من أصل جميع الأسر من أفراد ونسبة 22.8% كانوا يعيش معهم شخص وحيد يبلغ من العمر 65 عاماً فما فوق. وبلغ متوسط حجم الأسرة المعيشية 2.72، أما متوسط حجم العائلات فبلغ 2.06.
بلغ العمر الوسطي للسكان 49 عاماً. وكانت نسبة 22.7% من القاطنين تحت سن الثامنة عشر، وكانت نسبة 3.4% بين الثامنة عشر والأربعة وعشرون عاماً، ونسبة 17.9% كانت واقعةً في الفئة العمرية ما بين الخامسة والعشرون حتى والأربعة وأربعون عاماً، ونسبة 32.2% كانت ما بين الخامسة والأربعون حتى الرابعة والستون، ونسبة 23.7% كانت ضمن فئة الخامسة والستون عاماً فما فوق. يوجد لكل 100 أنثى 103.8 ذكر، ويوجد لكل 100 أنثى في الثامنة عشر من عمرها فما فوق 98.0 ذكر.
بلغ متوسط دخل الأسرة في القرية 26,000 دولار، أما متوسط دخل العائلة فبلغ 36,250 دولار. وكان متوسط دخل الذكور 26,042 دولار مقابل 21,250 دولار للإناث. وسجل دخل الفرد الخاص بالقرية 15,299 دولار. وكانت نسبة 9.3% من العائلات ونسبة 13.8% من السكان تحت خط الفقر، وكان من هؤلاء نسبة 28.4% تحت سن الثامنة عشر ونسبة 7.4% في الخامسة والستين من العمر وما فوق.

### تعداد عام 2010
بلغ عدد سكان نيوبرارا 370 نسمة بحسب تعداد عام 2010، وبلغ عدد الأسر 193 أسرة وعدد العائلات 93 عائلة مقيمة في القرية. في حين سجلت الكثافة السكانية 506.8 نسمة لكل ميل مربع (195.7/كم2). وبلغ عدد الوحدات السكنية 251 وحدة بمتوسط كثافة قدره 343.8 لكل ميل مربع (132.7/كم2).
وتوزع التركيب العرقي للقرية بنسبة 84.3% من البيض و 11.6% من الأمريكيين الأصليين و 0.3% من الأمريكيين الأفارقة و 3.8% من عرقين مختلطين أو أكثر.
بلغ عدد الأسر 193 أسرة كانت نسبة 15.0% منها لديها أطفال تحت سن الثامنة عشر تعيش معهم، وبلغت نسبة الأزواج القاطنين مع بعضهم البعض 37.3% من أصل المجموع الكلي للأسر، ونسبة 7.3% من الأسر كان لديها معيلات من الإناث دون وجود شريك، بينما كانت نسبة 3.6% من الأسر لديها معيلون من الذكور دون وجود شريكة وكانت نسبة 51.8% من غير العائلات. تألفت نسبة 45.6% من أصل جميع الأسر من أفراد ونسبة 23.3% كانوا يعيش معهم شخص وحيد يبلغ من العمر 65 عاماً فما فوق. وبلغ متوسط حجم الأسرة المعيشية 2.70، أما متوسط حجم العائلات فبلغ 1.92.
بلغ العمر الوسطي للسكان 54.8 عاماً. وكانت نسبة 16.8% من القاطنين تحت سن الثامنة عشر، وكانت نسبة 4.5% بين الثامنة عشر والأربعة وعشرون عاماً، ونسبة 17.1% كانت واقعةً في الفئة العمرية ما بين الخامسة والعشرون حتى والأربعة وأربعون عاماً، ونسبة 32.4% كانت ما بين الخامسة والأربعون حتى الرابعة والستون، ونسبة 29.2% كانت ضمن فئة الخامسة والستون عاماً فما فوق. وتوزع التركيب الجنسي للسكان بنسبة 51.4% ذكور و48.6% إناث.